# Агри (аеропорт)
Аеропорт Агри (тур. Ağrı Ahmed-i Hani Havalimanı) (IATA: AJI, ICAO: LTCO) — аеропорт у місті Агри, на сході Туреччини. 
Аеропорт розташований приблизно за 8 км на південь від центру міста Агри.

## Огляд
Аеропорт був відкритий 8 січня 1998 року. 
Був тимчасово закритий у 2009 році, за для розширення та модернізування перону і злітно-посадкової смуги, що було завершено у 2011 році. 
У 2015 році було завершено будівництво нової будівлі терміналу.

## Авіалінії та напрямки, серпень 2023
| Авіакомпанія     | Пункт призначення |
| ---------------- | ----------------- |
| AnadoluJet       | Анкара            |
| Turkish Airlines | Стамбул           |

## Статистика
Див. джерело запитів Вікіданих та джерела.